# Tubulanus roretzi
Tubulanus roretzi är en djurart som tillhör fylumet slemmaskar, och som beskrevs av Senz 1997. Tubulanus roretzi ingår i släktet Tubulanus och familjen Tubulanidae. Inga underarter finns listade i Catalogue of Life.